# Pteroeides breviradiatum
Pteroeides breviradiatum är en korallart som beskrevs av Rudolf Albert von Kölliker 1869. Pteroeides breviradiatum ingår i släktet Pteroeides och familjen Pennatulidae. Inga underarter finns listade i Catalogue of Life.